# Murray Hill (Queens)
Pour les articles homonymes, voir Murray Hill (homonymie).
Murray Hill est un quartier de la municipalité de New York, situé dans l'arrondissement du Queens.

## Démographie
Composition ethno-raciale en 2010, :
- Blancs non hispaniques (27,9 %)
- Hispaniques et Latinos (16,0 %)
- Asiatiques (52,5 %)
- Noirs (1,7 %)
- Métis (1,6 %)
- Autres (0,3 %)